# I Put a Spell on You
«I Put a Spell on You» — песня 1956 года, написанная Скримин Джей Хокинсом. Запись вошла в список Зала славы рок-н-ролла и в список песен, которые сформировали рок-н-ролл. Позднее многими музыкантами были записаны кавер-версии, включая Creedence Clearwater Revival, Nina Simone и Marilyn Manson.

## Оригинальная версия
Изначально Хокинс собирался сделать запись «I Put a Spell on You» в стиле любовной блюзовой баллады. Однако в дальнейшем, по словам Хокинса, «продюсер напоил весь коллектив, и мы записали эту судьбоносную версию. Я даже не помню процесс записи. До этого я был обычным блюзовым певцом, Джеем Хокинсом. Потом я понял, что могу делать более разрушительные песни и кричать до смерти».
Некоторые источники утверждают, что первая, более спокойная запись «I Put a Spell on You» была сделана до 1956 года, но подтверждений этому не существует. Предполагаемая запись лейбла «Grand label» 1949 года маловероятна — сам лейбл сформировался позже, и музыкальная карьера Хокинса началась лишь через несколько лет.
Сингл I Put a Spell on You быстро приобрёл популярность, несмотря на его запрет некоторыми магазинами и радиостанциями. Более мягкая версия (в которой были исключены «каннибальные» выкрики) попала в Top 40, после чего известный рок-н-ролл-диджей Алан Фрид (Alan Freed) включил песню в свой Rock and Roll Review.
До этого времени Хокинс был блюзовым музыкантом, достаточно эмоциональным, но без открытого им дикого эпатажа. Фрид предложил капитализировать «безумное» звучание I Put a Spell on You, дополнив его соответствующим сценическим образом — во время исполнения Хокинс поднимался из гроба в дыму и огне; позднее образ дополнился клыками, торчавшими из носа Хокинса; в представлении появились фейерверки и курящий череп по имени Генри. Это представление было одним из первых в стиле «шок-рок» и имело большое количество последователей, включая Dr. John, Alice Cooper, Screaming Lord Sutch, Warren Zevon, Arthur Brown, Black Sabbath, Ted Nugent, George Clinton, The Butthole Surfers, The Cramps и Marilyn Manson. Оригинальная версия композиции неоднократно звучит в фильме «Более странно, чем в раю» (1984 год) режиссёра Джима Джармуша.

## Группа исполнителей
- Вокал — Джеласи Хокинс
- Гитара — Бейкер, Мики
- Клавишные — Ernie Hayes
- Тенор-саксофон — Sam «The Man» Taylor
- Баритон-саксофон — Bud Johnson
- Бас-гитара — Al Lucas
- Ударные — David «Panama» Francis
- Аранжировка — Leroy Kirkland

## Кавер-версии
На песню «I Put a Spell on You» были записаны десятки каверов. Одним из наиболее известных является запись Нины Симон на её одноимённом альбоме 1965 года. Помимо неё, исполнителями были:
- Алан Прайс
- Анджелина Джордан
- Артур Браун (The Crazy World of Arthur Brown)
- Audience
- Энни Леннокс
- Batmobile
- Бонни Тайлер
- Брайан Ферри (18-я позиция в британских чартах 1993 года)
- Бадди Гай и Карлос Сантана
- Creedence Clearwater Revival
- Диаманда Галас
- Eels
- Эстель
- Fever Tree
- Гару
- Игги Поп
- Tom Waits
- Джарбо
- Джефф Бек
- Джимми Барнс
- Джо Кокер
- Жульен Доре
- Кэти Мелуа
- Ким Нолли
- Лесли Уэст
- Манфред Манн
- Мэрилин Мэнсон
- Mojo Juju
- Наташа Атлас
- Ник Кейв и The Birthday Party
- Phil Lesh & Friends
- Pig Iron
- Queen Latifah
- Рэй Чарльз
- Roxy Music
- She & Him
- Sonique (8-я позиция в британских чартах 2001 года).
- Таб Бенуа
- The Animals
- The Kills
- Samantha Fish
- Them и Ван Моррисон
- Тим Карри
- Mutts
- Вероника Харча (венг. Harcsa Veronika)

## В массовой культуре
Версии разных исполнителей звучали во многих мультфильмах и художественных фильмах («Фокус-покус», «Natural Born Killers», «Lost Highway», «The Sixth Sense», «The quickie», «The Ballad of Jack and Rose», «Эльвира — повелительница тьмы», «Stranger Than Paradise», «Симпсоны», «Пираты Силиконовой долины», «Сен-Лоран. Стиль — это я», «50 оттенков серого» и др.), сериале «Сверхъестественное» (серия «Охота на ведьм»), сериале «Американские боги» 6 серия, «Я — зомби» (2 сезон, серия 7 «Абра-трупабра»), рекламе (Pringles и Levi's); песней озвучивались выступления фигуристов и телепрограммы. Также, как и другие знаменитые рок-н-ролльные хиты, звучит на Радио Дельта в Чешской игре Mafia 2.